# Tripoli (Líbia)
Tripoli (arabul: طرابلس – Ṭarābulus, ejtsd Tarábulusz, helyi ejtésben Ṭrābləs) Líbia fővárosa. A libanoni Tripolitól megkülönböztetendő olykor Nyugati Tripolinak (طرابلس الغرب Tarábulusz al-Garb) nevezik. Lakosainak száma meghaladja az 1,68 millió főt.
A várost az i. e. 7. században alapították a föníciaiak, majd rómaiak fennhatósága alá került. Később a római uralmat a több mint 1000 évig tartó muzulmán uralom váltotta fel. Majd az Oszmán Birodalom bukása után olaszok uralkodtak a város felett, egészen Líbia függetlenedéséig.
Tripoli a Szahara északi végén a Földközi-tenger partján fekszik egy félszigeten. Tripoli Líbia legnagyobb városa és legfontosabb tengeri kikötője, egyben az ország ipari és kulturális központja. A város mozgalmas történelme és műemlékei miatt turisztikai szempontból is jelentős. Tripoli oktatási központ is, itt található a híres Al-Fateh Egyetem. A város klímája mediterrán jellegű, forró száraz nyárral és hűvös csapadékosabb téllel.
Tripoli nem csak a város neve, hanem a város kerületéé is. Mivel a líbiai kerületek közigazgatási szempontból eltérnek a magyar kerületektől, eredeti nyelven sha'biyahnak szokás nevezni őket.

## Nevének eredete
Tripoli egészen a muszlim hódoltságig az Oea nevet viselte. A muzulmánok érkezése után a város a Ṭarābulus nevet kapta, amely három várost jelent. A név Tripolitánia térségre utal (tri = három, poli = város), ahol a település is elhelyezkedik, mivel a térségben akkor három város létezett. A régió nevére utal a város európai megnevezése, Tripoli is.

## Történelme

### Korai történelme

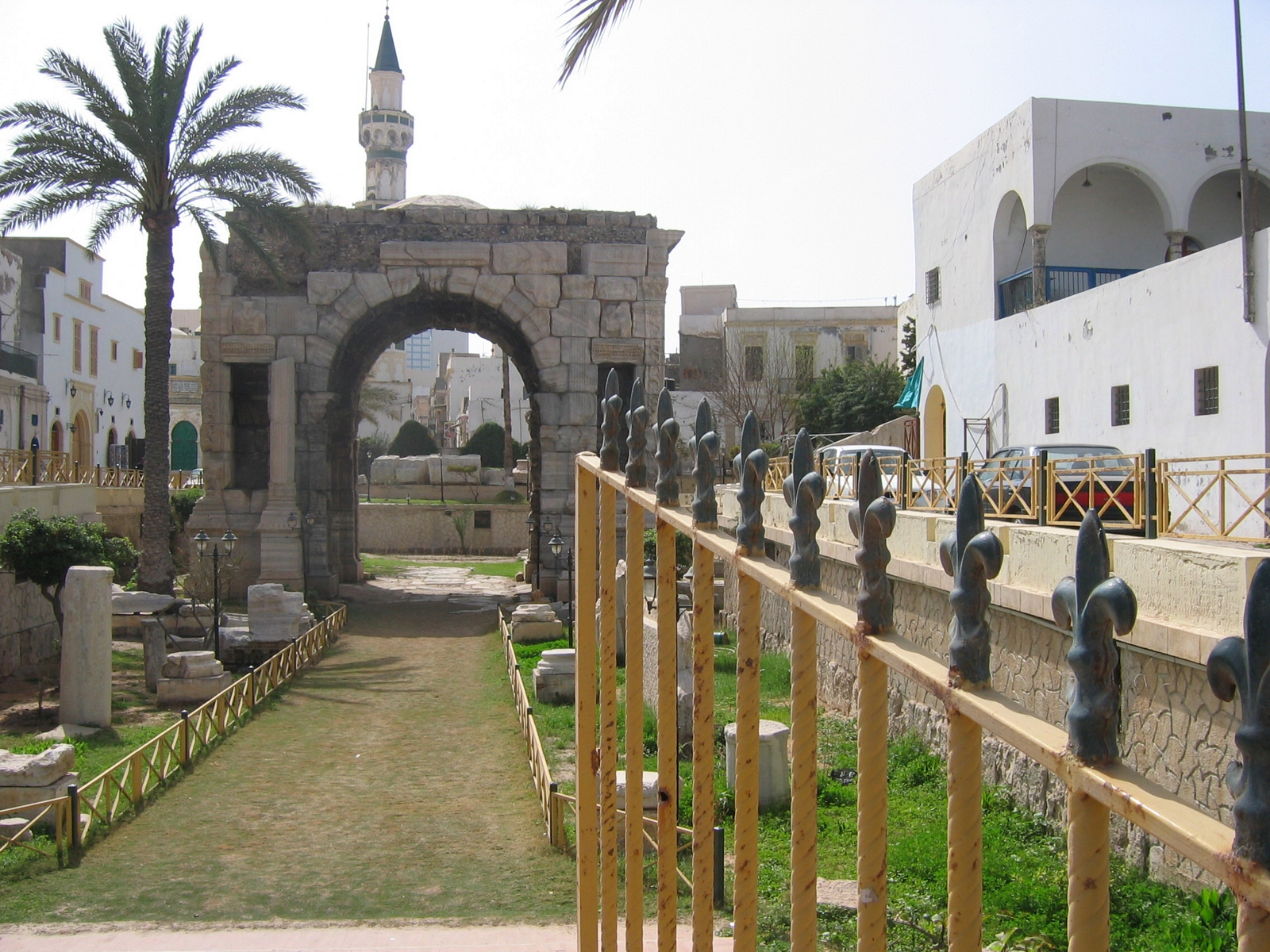
Marcus Aurelius diadalíve háttérben egy mecsettel

A várost föníciaiak alapították az i. e. 7. században Oea néven. A városalapítókat valószínűleg a természetes kikötő vonzotta, itt kis települést emeltek a tengerbe nyúló félszigeten, ami ma Tripoli óvárosa. A település ezután egy észak-afrikai görög kolónia kezébe került. Később a görögök kiszorultak a térségből és a város a karthágóiak, vagyis a punok kezébe került.
A második pun háború után Kr. e. 201-ben Oeát és térségét a rómaiak szállták meg, de kis idő elteltével a numídiai királyok kezére adták. Oea egészen Kr. e. 46-ig Numídiához tartozott, amikor a rómaiak ismét megszállták a térséget, és Africa provinciához csatolták. A 3. században a rómaiak a provincia e területét Tripolitania (a három város vidéke) névre keresztelték, mivel a területen három római város létezett: Oea (a mai Tripoli), Sabratha és Leptis Magna. Az elnevezés valószínűleg Septimius Severus római császártól származik, aki leptis magnai születésű volt. A hosszú római uralom ellenére nem sok építészeti emlék utal Tripoli történelmének e részére. A szétszórt oszlopmaradványok kivételével csak Marcus Aurelius diadalíve az egyetlen megmaradt római építmény. Ennek az az oka, hogy a vandálok betörése után szinte minden római épület megsemmisült. Oea a fénykorában számos színházzal, könyvtárral és fürdővel büszkélkedő fényűző római város volt. Diocletianus császár (284-305) Leptis Magna helyett Oeát tette meg Tripolitania székhelyéül.
A Nyugatrómai Birodalom összeomlása után az 5. században vandál kézre jutott Tripolitania régió gazdasági szempontból hanyatlásnak indult, majd a bizánci uralom alatt, 553 és 643 között ismét fejlődésnek indult és fontos kereskedelmi és katonai központ lett. Ezután 643-ban Tripolitania is muszlim kézre jutott. Berber őslakossága az arab uralom alatt csaknem teljesen átformálódott: az arab nyelv és a muszlim vallás általánossá vált. Az abbaszida kalifátus felbomlása után Tunisszal együtt 801-909-ig az aglabidák, azután a fatimidák, az almoravidák és az almohádok uralma alatt állt. Az egymást váltó arab dinasztiák Tripolira nem sok figyelmet fordítottak, így a város évszázadokon át alig fejlődött. A 12. század közepén egy időre a Szicíliából betörő normannok, majd a törökök foglalták el.

### 1500-1800

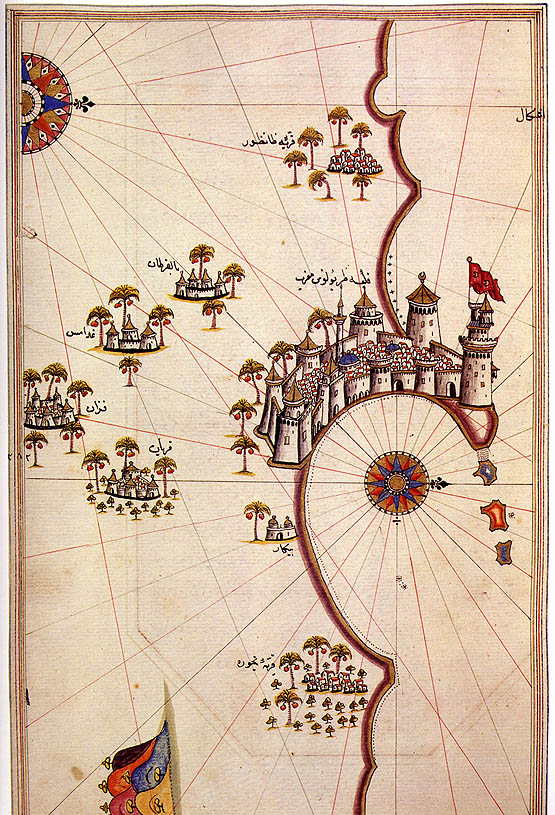
Tripoli térképe Piri reisz ábrázolásában

1510-ben a spanyol Don Pedro Navarro 120 hajóval, 15 000 spanyol és 3000 olasz katonával elfoglalta a várost. Tripoli elfoglalására azért volt szükség, hogy ellenőrizhessék a Földközi-tenger ezen részét is és visszaszoríthassák a muszlim kalózkodást. Tripolit V. Károly parancsára fallal vették körül és megerősítették erődítményét is. A város védelme elsősorban a berber kalózok miatt volt elsődleges, mivel Tripoli a kalózok törzsterületén feküdt. Az erődítmény azonban nem csak a város védelmére volt hivatott, hanem arra is, hogy ellenőrizze a kikötőt és a hajóforgalmat. A spanyolok Tripolit 1530-ban a Rhodosz szigetéről kiűzött Jeruzsálemi Szent János Ispotályos Lovagrend uralma alá bocsátották. A lovagok megérkezésük után egyből nekiláttak a város keresztény formára való átalakításának. A lovagrend és a kalózok között már a korábbi évszázadokban is háborús viszony volt, ezért Tripoli átvétele csak elmérgesítette a két fél viszonyát, ám nagyobb összetűzésre soha nem került sor. A lovagok egészen 1551-ig uralták a várost, ám ekkor Turgut reisz ottomán seregének megadták magukat. Turgut reisz ezután Tripoli pasája lett, majd a városban temették el 1565-ben bekövetkezett halála után. A pasa testét Máltáról szállították a városba, ahol a sziget ostroma közben esett el. Testét a palotájából átalakított mecsetben helyezték örök nyugalomra.
Miután a muszlimok újra átvették a város felett a hatalmat, Tripoli újra a berber kalózok törzsterülete lett. A Nyugat több kísérletet is tett arra, hogy visszaszorítsa a kalózkodást. Franciaország és Nagy-Britannia is több támadást intézett hajóival Tripolitánia partvidékére, de összességében a kalózkodást nem tudták visszaszorítani. Ugyan a kalózkodás egyre nagyobb méreteket öltött, mégis a város éltetője egyre inkább a kereskedelem lett. Nagy tevekaravánok hozták Szudánból és a Szaharán át az aranyat, a drágakövet és az elefántcsontot, és itt rakták az Európába tartó hajók gyomrába. A tengeren keresztül viszont európai iparcikkek - szövetek, kelmék, lőpor, lőfegyverek, szesz, közszükségleti cikkek - érkeztek és vándoroltak tovább a helyi gabonával és a keleti fűszerekkel együtt Szudánba.
Ebben az időszakban a helyi janicsárokból álló alakulat egyre jobban korlátozta a közvetlen ottomán uralmat, míg végül a közigazgatás irányítása is a janicsárok uralma alá került. Tripoli de facto vezetője is az alakulat kapitánya lett. 1711-ben Ahmed Karamanli, egy janicsár tiszt merényletet követett el a város pasája ellen. Ahmed Karamanli ezután magához ragadta a hatalmat és Tripolitánia uralkodója lett, valamint tárgyalásokat kezdett a szultánnal a térség függetlenedéséről. 1714-ben Tripolitánia részleges önállóságot kapott, ahol a Karamanli dinasztia uralkodott egészen 1835-ig, amikor az Ottomán Birodalom elfoglalta a régiót, ami újra a birodalom irányítása alá került.
Tripoli a birodalom fennállása alatt a mediterránium legdélebbi tengeri kikötője volt, egyben összekötőkapocsként működött a térség mezőgazdasági szempontból fontos oázisai között.

### Berber háborúk

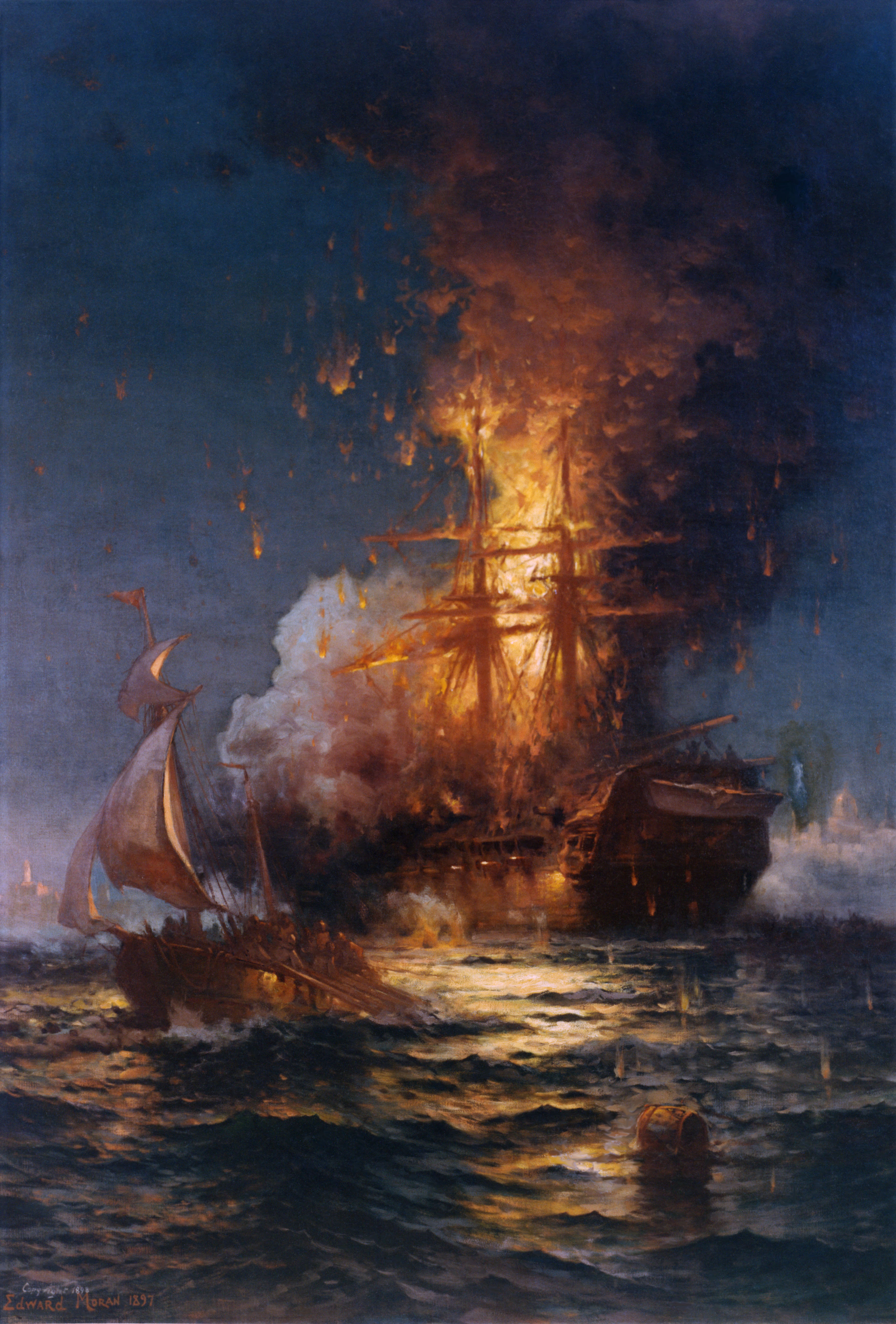
A lángoló Philadelphia Tripoli kikötőjében

A 19. század első felében Tripoli kormánya kétszer is háborús konfliktusba került az Egyesült Államokkal a térség kalózkodó tevékenységei miatt. 1801 májusában Tripoli pasája felemelte azt az adót 83 000 dollárra, amit az Amerikai Egyesült Államok 1796 óta fizet a városnak, hogy cserébe ne érje kalóztámadás az amerikai kereskedőhajókat. Amerika nem volt hajlandó kifizetni a jelentősen megemelt adót, ezért a muszlim kalózok engedélyt kaptak az amerikai hajók kifosztására is. Az Egyesült Államok válaszul a tengeri flottáját Tripoli ellen küldte, hogy azok blokád alá vegyék a várost.
Az első berber háború 1803-ban vette kezdetét és négy évig tartott. A háború során a tripolitániai hadsereg megszerezte a Philadelphia nevű amerikai hajót, melynek teljes legénységét bebörtönözték. A muzulmánok a Philadelphiát az amerikai flotta ellen akarták hadrendbe állítani. Az amerikaiak tudták, hogy a tripolitániai hajóknál erősebb Philadelphia komoly veszélyt jelenthet számukra, ezért Stephen Decatur, amerikai főhadnagy embereivel belopózott Tripoli kikötőjébe, és felgyújtotta a korábban amerikai hajóként szolgáló Philadelphiát, majd sikeresen elszöktek a városból.
Az amerikaiak idővel rájöttek, hogy pusztán tengeri csatákkal nem nyerhetik meg a háborút, ezért a szárazföld felől intéztek támadást. A hadjáratot William Eaton tengernagy vezette. Eaton görög, arab és török zsoldosaival Egyiptomból, Alexandria városából indult Líbia felé keresztül a sivatagon. Céljuk Derna, Líbia egyik keleten fekvő kikötővárosának elfoglalása volt. A sereg 1805. június 3-án sikeresen bevette a várost. Derna elestével a pasa békét kért az amerikaiaktól, ezzel az első berber háború véget ért. Az 1805-ben sor került a tripoli békére, melynek értelmében az Egyesült Államok 60 000 dollárt fizetett Tripolinak a Philadelphia hadifogságban lévő legénységéért.
A háború elméletben az amerikaiak győzelmével ért véget, de a győzelem nem oldotta meg az eredeti problémát, ami miatt a háború kitört. A Földközi-tenger e részén ugyanúgy folytatódott az idegen hajók kifosztása, mint a háború előtt. Amerika nem nézhette tétlenül a megaláztatást, és 1815-ben újabb háborút indított Tripoli ellen. Ezzel megkezdődött a második berber háború. Az Amerikából támadó hajóraj parancsnoka az első berber háborúban is nagy tekintélyt szerzett Stephen Decatur volt. Decaturnak sikerült megsemmisítenie az algériai, tunéziai és a líbiai flottát is. A legnagyobb ütközetre Algéria partjainál került sor, ezért a háborút algériai háborúnak is szokták nevezni. A muzulmán hajóflotta megsemmisülésével a pasa megadta magát, és teljesítette Amerika követeléseit, tehát a kalózkodást teljesen felszámolták a térségben.

### 1800-2011

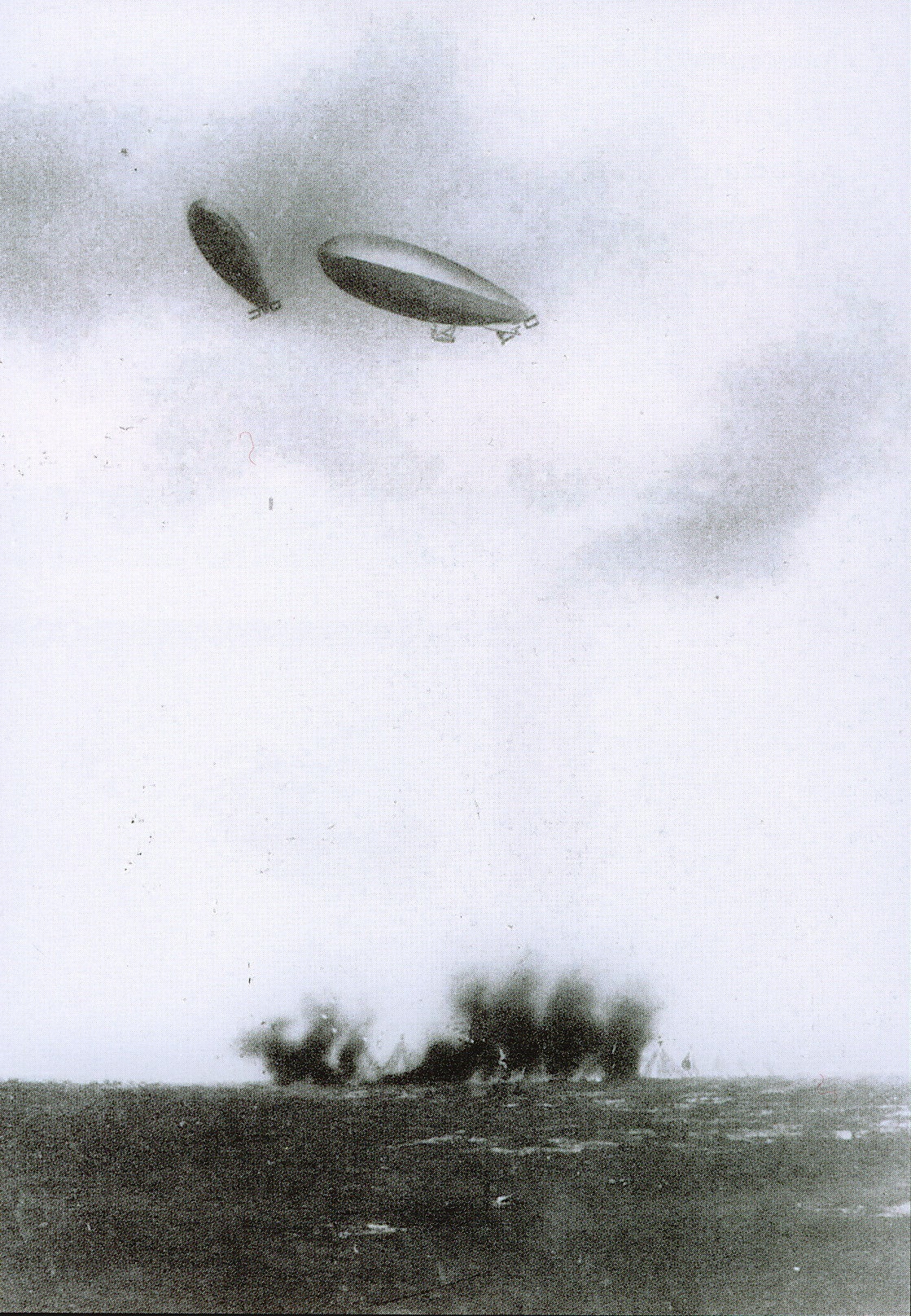
Olasz légitámadás a török állások ellen. A háború alatt zajlott a történelem első zeppelinekkel végrehajtott légitámadása

1835-ben kisebb polgárháború tört ki a város térségében, melyet a birodalom vérbe fojtott. A polgárháború után Tripoli közvetlenül a török porta, vagyis az Oszmán Birodalom központi irányítószervének fennhatósága alá került. 1842-ben és 1844-ben is felkelés tört ki ellene sikertelenül. Tunézia 1881-es francia megszállása után a törökök tartva a francia támadástól jelentősen megnövelték Tripoli helyőrségét.
Miután Franciaország Nagy-Britannia beleegyezésével kiterjesztette Marokkóra a protekturátusát, Olaszország is megszerezte a két nagyhatalom jóváhagyását, és nyíltan föllépett Tripolitaniára és Cyrenaikára. 1911 szeptember 26-27-e éjjelén ultimátumot intézett a Portához, amelyben hivatkozott a területek zilált viszonyaira. A törökök elutasították az olaszok jegyzékét, mire Olaszország hadat üzent azzal az ürüggyel, hogy megvédje a város lakóit az ottomán terrortól. Október 3-án kezdődött Tripolitania bombázása. Ezután gyors egymásutánban foglalták el Tripoli, Homsz, Tobruk, Derna és Bengázi partmenti városokat. Az olasz megszálló hadsereg fokozatosan 100 000 főre emelkedett, míg Tripolitaniát mindössze pár török zászlóalj, üteg és bennszülött csapat védte. Október 23-án egy 5-6000 főnyi török-arab csapat egészen Tripoliig szorította vissza a támadó olaszokat, akiket a város lakói hátba támadtak. Az olaszok csak nagy nehézségek árán tudták visszaverni az ellentámadásokat. A döntő ütközetre a két fél között Préveza görög várostól nem messze a tengeren került sor. A tengeri csatában végül a törökök maradtak alul, akik felismerték, hogy nem tarthatják meg távoli birtokait. Már 1912 nyarán megkezdték a béketárgyalásokat a svájci Ouchy-ban, de a végső békére október 15-én Lausanne-ban került sor, melynek értelmében Olaszország megkapta a mai Líbia térségét, ám az olasz uralom jobbára csak a partvidékre terjedt, ahol több ezer olasz telepedett le (lásd: Líbiai olaszok), nagy részük Tripoliban. Ezalatt a városban keresztény templomok, új városrészek és utak épültek. Egy 1948-as népszámlálás szerint Tripoli 108 240 főnyi lakosságából 39 096 fő volt olasz.
A második világháborút követően 1943-tól Tripolit a brit hadsereg tartotta ellenőrzése alatt, egészen Líbia 1951-es függetlenségéig. Ezután a fővárosi tisztet kétévenként váltakozva Tripoli és Bengázi töltötte be, majd el-Beida néven új fővárost emeltek. 1969. szeptember 1-jén győzött a katonatisztek által vezetett forradalom és Líbia köztársaság lett, amelyet Tripoliból kormányoztak. 1986. április 15-én az amerikai hadsereg repülői bombákat dobtak Tripolira és Bengázira is. Ronald Reagan amerikai elnök azzal magyarázta a támadást, hogy Líbia támogatja az USA ellen irányuló terrorizmust. Többek között az országnak tulajdonították a néhány nappal a bombázás előtti terrortámadást egy nyugat-berlini szórakozóhelyen, mely során több amerikai katona vesztette életét. Az amerikai El Dorado Szurdok hadművelet bombázásainak összesen 45 katonai és kormányzati személyiség, valamint 15 civil esett áldozatául.
2003-ban jelentős fejlesztések történtek a város kereskedelmében, ami igen pozitív hatást gyakorolt a város gazdaságára.

### Líbiai forradalom és polgárháború
2011 februárjában és márciusában Tripoli is tanúja volt a kormányellenes tüntetéseknek és az erőszakos kormányzati válaszoknak, amelyek számos ember halálát követelték.
Míg Kelet-Líbiában már véres harcok kezdődtek a felkelők és a kormány erői között, addig Tripoliban jobbára nyugodt volt a hangulat. Ám február 20-án estére a Zöld tér környékén is komolyabb tüntetések robbantak ki, amelyeket a katonák éles lőszer és gáz bevetésével próbáltak megfékezni. Másnapra már fővárosban is harcok bontakoztak ki. Február 22-én Kadhafi első ízben bevetette a légierőt is a felkelők elleni harcban, légicsapásokat rendelve el Tripoli egyes részei ellen is. Válaszul a tüntetők felgyújtottak több állami épületet. Rá három nappal az ellenzék tüntetést hívott össze a városban a péntek déli ima után, amely azonban vérfürdőbe torkollott, amikor a biztonsági erők tüzet nyitottak a Zöld tér felé haladó tüntetőkre. A tüntetők közül néhányan gépfegyverekkel viszonozták a tüzet. Az erőszakos katonai akciók ellenére február 27-ére a líbiai felkelők Tripoli egy részét már ellenőrzésük alá vonták. Mikor március 19-én kezdetét vette a líbiai intervenció, több nyugati harci repülőgép - köztük három B–2 Spirit típusú lopakodó is - bombatámadásokat hajtott végre Tripoli katonai létesítményei ellen is. Néhány nap múlva több ezer kormánypárti tüntető gyűlt össze Tripoliban, mintegy élő pajzsként védve a diktátor palotáját és a fontosabb katonai épületeket, ennek ellenére francia csapás érte a líbiai légierő főparancsnokságát is. Március 21-én a koalíciós erők újabb légi támadásokat intéztek Tripoli ellen, amelyben Kadhafi főhadiszállása is megsemmisült (a diktátor ekkor már családjával egy titkos földalatti bunkerbe menekült). A felkelés során a Kadhafi-ellenes erők elfoglalták a fővárostól mintegy 50 km-re nyugatra található az-Záviját. Ez igen csak veszélyeztette a Kadhafihoz hű erőket, ezért a város birtoklásáért igen intenzív csata dúlt, amiben a főváros is szenvedett károkat. Miután az-Závija véglegesen a felkelők kezére jutott, augusztus 21-ére a főváros nagy része is felszabadult, a felkelők Kadhafi főhadiszállását is elfoglalták, ám az ezredest nem találták. Tripoli jelentősebb ellenállás nélkül került a felkelők kezére.
A városban nem csak kormányellenes tüntetések voltak, hanem Kadhafi rezsimjéért kiálló nagy demonstrációk is, amelyek legtöbbször békésen alakultak. A város védelmi erői többségében mindvégig hűek maradtak Kadhafihoz, mint a hadsereg főhadiszállása, a Bab Al Aziziya, de a város egyik repülőtere, a Mitiga nemzetközi repülőtér is. Viszont a későbbiekben a líbiai légierő Ali Atiyya nevű csoportja átállt és csatlakozott a forradalomhoz.

## Földrajz

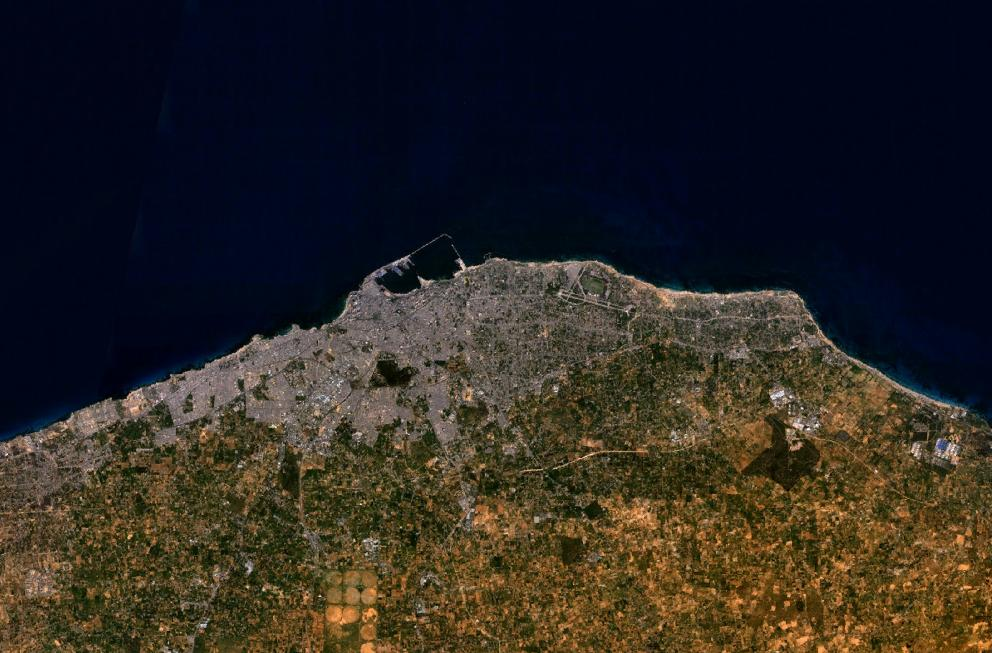
Tripoli műholdas képe

Tripoli Líbia északnyugati részén, Tripolitánia történelmi régióban fekszik a Földközi-tenger partján, közel a tunéziai határhoz és a Nefúsza hegységhez. A város nagyjából 1000 kilométerre fekszik az ország második legnagyobb városától, Bengázitól. A tengerpartja jellemzően homokos, 300 kilométernél is hosszabb területe mentén oázisok és lagúnák találhatók. Tripoli közelében lévő nagyobb város Homsz, Tarhúna és az-Zavija.

### Éghajlat
Tripoli éghajlata jellemzően mediterrán, tehát a nyár viszonylag meleg, a tél enyhe. Azonban a csaknem a partokig érő Szahara miatt az éghajlat valamivel melegebb és szárazabb, mint az európai mediterrániumé. A júliusi hőmérséklet átlagosan 22 °C és 29 °C között alakul, de mértek már 46 °C-ot is. A városban valaha mért leghidegebb 1 °C volt, de átlagosan 9 °C és 18 °C között alakul a téli hőmérséklet. Az évi csapadékmennyiség átlagosan 400 mm alatt várható, de ez nagyon változó. Például 1945-ben a város több napig víz alatt volt az özönvízszerű esőzések miatt, viszont két év múlva a városon hatalmas aszály söpört végig.
Mivel a környéken, mint az egész ország területén, csak időszakos folyók találhatók, a líbiai part menti városok vízellátásáról gondoskodni kellett. Ezért épült meg a „Nagy mesterséges folyó” névre keresztelt csővezeték, amely a sivatagi oázisokból vizet szállít a rászoruló városoknak, így Tripolinak is. A csővezeték építését Moammer Kadhafi líbiai vezető kezdeményezte 1982-ben. Tripoli a csővezeték megépítése előtt tele volt kopár, kietlen területekkel. A mesterséges folyó elkészülte után a kopár területek helyén pálmafás parkok jöttek létre. A leghíresebb közülük a Mártírok tere, az egykori Zöld tér. Az ország legnagyobb állatkertje is egy ilyen területen kapott helyet.
| Hónap                         | Jan. | Feb. | Már. | Ápr. | Máj. | Jún. | Júl. | Aug. | Szep. | Okt. | Nov. | Dec. | Év   |
| ----------------------------- | ---- | ---- | ---- | ---- | ---- | ---- | ---- | ---- | ----- | ---- | ---- | ---- | ---- |
| Rekord max. hőmérséklet (°C)  | 28,0 | 33,0 | 38,0 | 41,0 | 43,0 | 44,0 | 46,0 | 44,0 | 45,0  | 41,0 | 36,0 | 31,0 | 46,0 |
| Átlagos max. hőmérséklet (°C) | 16,0 | 17,0 | 19,0 | 22,0 | 24,0 | 27,0 | 29,0 | 30,0 | 29,0  | 27,0 | 23,0 | 18,0 | 23,4 |
| Átlagos min. hőmérséklet (°C) | 8,0  | 9,0  | 11,0 | 14,0 | 16,0 | 19,0 | 22,0 | 22,0 | 22,0  | 18,0 | 14,0 | 9,0  | 15,4 |
| Rekord min. hőmérséklet (°C)  | 1,0  | 3,0  | 4,0  | 6,0  | 6,0  | 10,0 | 16,0 | 17,0 | 15,0  | 10,0 | 6,0  | 1,0  | 1,0  |
| Átl. csapadékmennyiség (mm)   | 81   | 46   | 28   | 10   | 5    | 3    | 0    | 0    | 10    | 41   | 66   | 94   | 384  |

## A város napjainkban

### Demográfiai adatok
Tripoli 1 682 000 főnyi lakosságával Líbia legnépesebb és legnagyobb városa. Lakossága az utóbbi évtizedekben a hatalmas kőolajkincs kiaknázásával párhuzamosan nőtt. A környező településeket fokozatosan magába olvasztó fővárosi agglomerációban 1973-ban 710 000, 1990-ben 1 millió, napjainkra pedig majd 2 millió ember él. Lakosainak mintegy 40 százaléka arab, a többi jórészt arab-berber keverék, illetve őshonos berber. Rajtuk kívül kevés európai - főként olaszok - és igen nagy számban egyiptomi vendégmunkások élnek itt.

### Közigazgatás
Tripoli és elővárosai egyaránt a Tripoli sha'biyah, vagyis a Tripoli kerület része. Ennek megfelelően a várost a líbiai Jamahiriya elnevezésű politikai rendszer szerint kormányozzák.
Tripoli kerületet összesen négy másik kerület (sha'biyah) veszi körül:
- Al Murgub - keleten
- Al Jabal al Gharbi - délen
- Al Jfara - délnyugaton
- Az Zawiyah - nyugaton

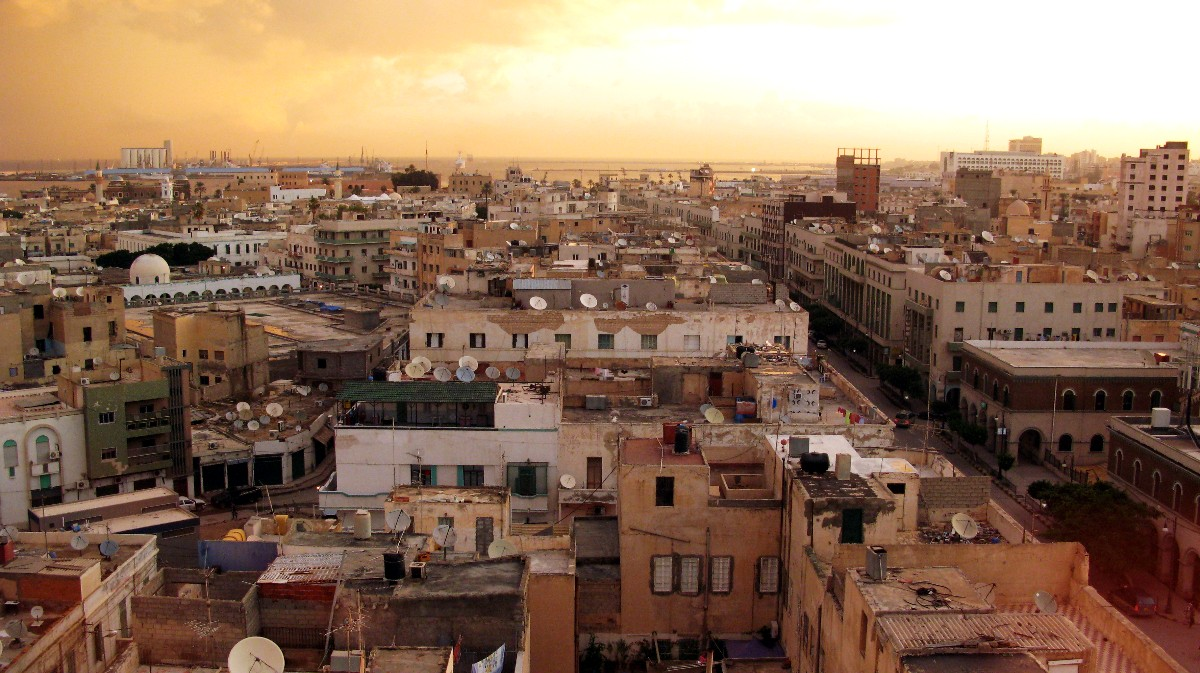
A 29 fórumnak helyet adó óváros, vagyis a medina

Tripoliban összesen 29 fórum létezik, melyekben a helyi emberek megvitathatják egymással a város életével kapcsolatos dolgokat. A valóságban viszont ez nem igazi demokrácia, mivel a kormány csak néha, vagy legtöbbször soha nem veszi figyelembe a nép akaratát.
Tripoli lényegében Líbia de facto fővárosa, mivel hivatalosan a település nincs kinevezve az ország fővárosának, de általában főváros alatt Tripolit értjük. Líbiában ugyan a kormány székhelye egy kisebb és jelentéktelenebb tengerparti város, Sirt; Tripoli ezzel szemben Líbia kulturális, oktatási, gazdasági és turisztikai központja. Az ország életét irányító minisztériumoknak 1988 szeptemberéig volt Tripoli a székhelyük. Ekkor a Gazdasági és Kereskedelmi Minisztériumot Bengáziba, az Egészségügyi Minisztériumot Kufrába, míg a többi minisztériumot a fent említett Sirt városába telepítették át.

### Gazdaság

A That El-Emad tornyok, ahol a legfontosabb líbiai és sok nemzetközi vállalatnak van irodája

Tripoli Líbia egyik gazdasági központja hasonlóan Miszurata városához. A város Líbia bankügyi, pénzügyi és kommunikációs központja, és egyike az ország legfontosabb ipari és kereskedelmi központjainak. A legtöbb nagyobb líbiai vállalatnak Tripoli a központja, de több nemzetközi vállalatnak is van képviselete a városban. A két legfontosabb tripoli-i székhelyű vállalat az Afriqiyah Airways és a Libyan Airlines nevezetű légitársaságok.
Tripoli főbb iparágai az élelmiszeripar, a textilipar és a ruhaanyag-gyártás, de jelentős a város környéki dohánytermesztés is. Korábban a város fő éltetője a kőolaj volt. A város körül ma is sok olajfinomító van, de ezek napjainkra már veszítettek jelentőségükből. Manapság egyre több külföldi befektető érkezik a városba, melynek köszönhetően az idegenforgalom jelentősen megnőtt. Az idegenforgalom növekedésével Tripoli kikötője és repülőtere is nagyobb jelentőséget kapott.
A Tripoliban lévő külföldi vállalatok zömét az olcsó olaj és a gáz vonzotta Líbiába. A környező országokban az utak mentén sokszor látni líbiai benzint illegálisan áruló embereket, mivel az lényegesen olcsóbb az ottaniakénál is. Az olaj és a gáz révén Líbia sok pozitív változást ért el az ország infrastruktúrája minden részén: az utakat és repülőtereket mind felújították, új vasútvonalakat és irodaházakat építettek.
Persze a nagyvállalatok Tripoliban is kívántak felhúzni, az arab világra nem jellemző szupermarketeket és nagy bevásárlóközpontokat. Csakhogy a leendő bevásárlóközpontok azokon a területeken helyezkedtek volna el, amik állami tulajdonban voltak, és a kormány hasonlóan a közvéleményhez nem akart hatalmas szupermarketeket a fővárosba. Ezért azokat a telkeket, amikre a bevásárlóközpontokat tervezték, gyorsan beépítették, legtöbbször panelházakkal, amelyekkel a környező nyomornegyedek lakóinak és a vidékről jött bevándorlóknak lakást próbáltak biztosítani.

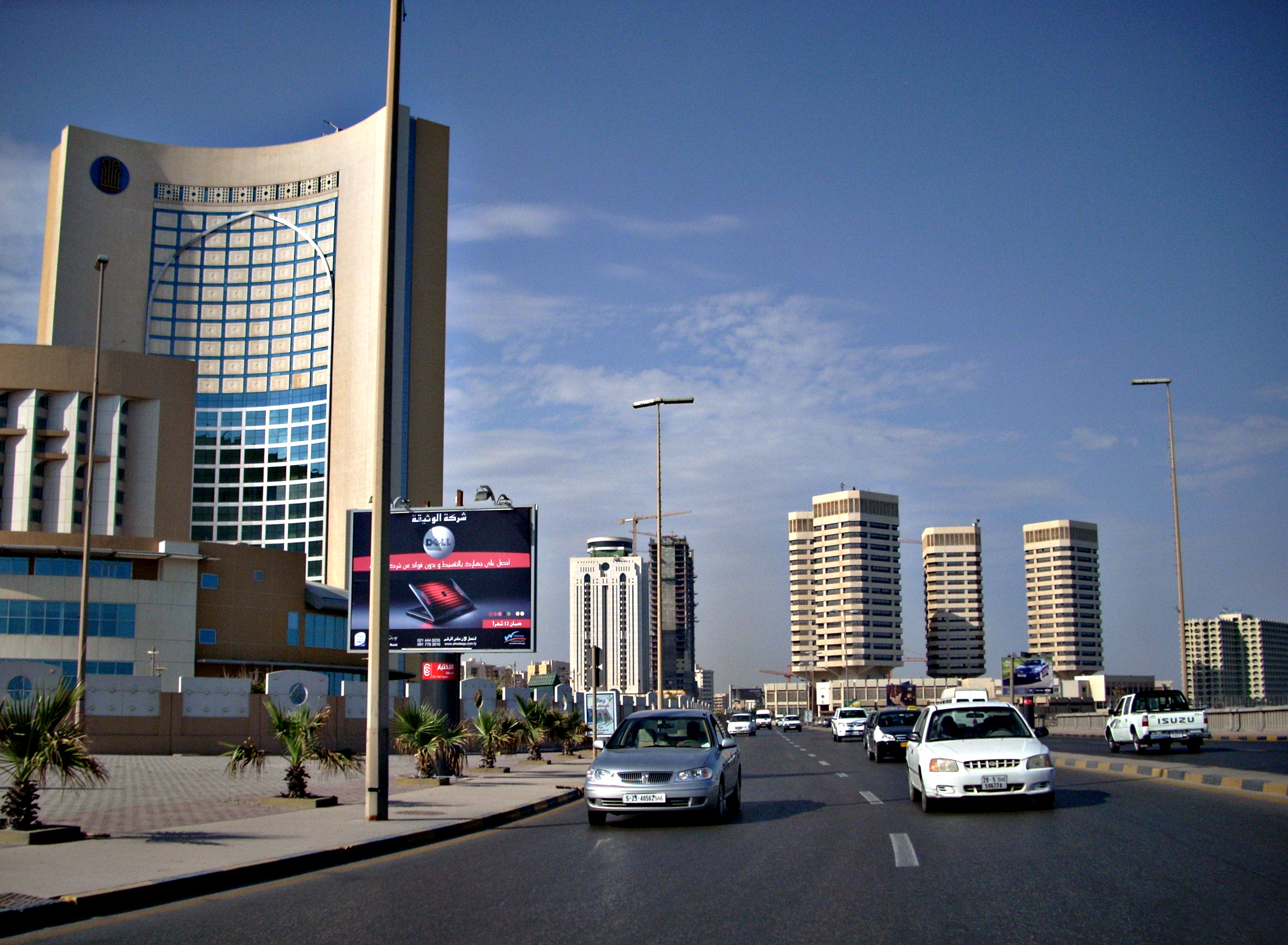
A Corinthia Bab Africa Hotel, háttérben a That El-Emad tornyok

A turizmus fellendülésével Tripoliban rengeteg új és modern szálloda épült. A legismertebb mindközül a Corinthia Bab Africa Hotel, ami a Corinthia Hotels International nevű szállodalánc tripoli-i képviselője. A 2003-ban megnyitott szálloda, ami Líbia legnagyobb szállodája, Tripoli pénzügyi központjában helyezkedik el. A város másik két fontos szállodája a Bab El Bahr hotel és a Kabir Hotel.
Tripoliban a bevásárlóközpontok hiánya miatt csak kis üzletekkel találkozhatunk. A város vásárlási szempontból egyik legjelentősebb utcája a Gargarish út. Itt főleg elektronikai termékekhez és bútorokhoz juthatunk hozzá. Ruhavásárláshoz érdemesebb felkeresni a Mártírok tere környékét, számítógépes eszközökből pedig a Fatah toronyban van a legszélesebb választék. Ezeken a helyeken inkább európai stílusú, modern árukat vásárolhatunk. A tradicionális termékekért a medinát érdemes felkeresni. Míg a modern városban mindenütt fix árért vásárolhatunk, addig a medinában alkudoznunk kell.

### Városkép

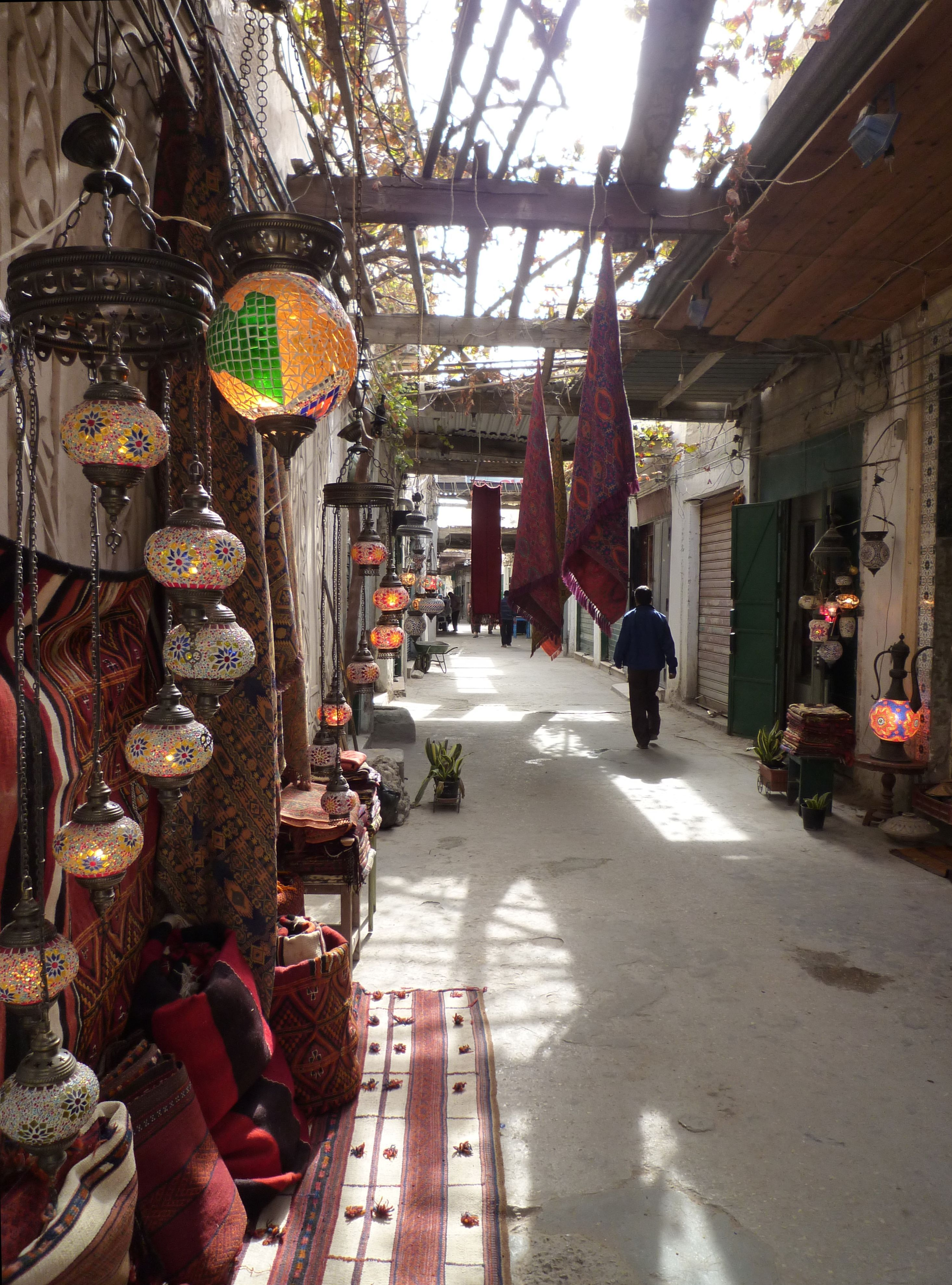
Tripoli óvárosa (El-Madina El-Kadima)

Tripoli óvárosa jobbára az öbölbe nyúló sziklás félszigetet foglalja el. A 2003-as gazdasági fellendülés után a turisták körében az amúgy is töretlen népszerűségnek örvendő medina még több turistát vonz külföldről. A keskeny, kanyargós futású utcákat lapos tetejű, fehér falú házak kísérik. A fallal körülvett medinának az évek során sikerült a régmúltban kialakított formáját és higgadt légkörét megőriznie. A medina ennek köszönhetően teljesen eltér a forgalmas, modern Tripolitól. Az óváros falának alapköveit még a rómaiak fektették le, hogy védelmet nyújtson a barbárok ellen. A törökök később lerombolták a falat, amit a johanniták építettek újjá. A mai városfal a johanniták által kialakított formáját őrzi ma is. Mivel a városfal magasabban fekszik a modern városnál, szép kilátás nyílik róla Tripolira. Itt még felfedezhetünk néhány korinthoszi oszlopot és római faragott kockaköveket, amelyeket jobbára beépítettek a városfalba és a régi házakba. A medinába három kapun juthatunk be: a Bab Zanatán nyugatról, a Bab Hawarán délkeletről és a Bab al-Bahrán északról. A medinában található bazárban tradicionális árukat vásárolhatunk, mint ékszereket és ruhákat.
Assaraya al-Hamra, vagyis a Vörös Erőd, Tripoli másik, a turisták által kedvelt célpontja. A medina környékén lévő hatalmas palotakomplexum udvaraival uralja a főváros egét. A johanniták által épített, majd később török kézre kerülő erőd kialakítása, építészete és szobrai mind az ottomán időszakot elevenítik meg. Az erődben található a Jamahiriya Múzeum, ami Líbia nemzeti múzeuma. Itt az érdeklődő főleg római, görög és ottomán műkincset szemlélhet meg.

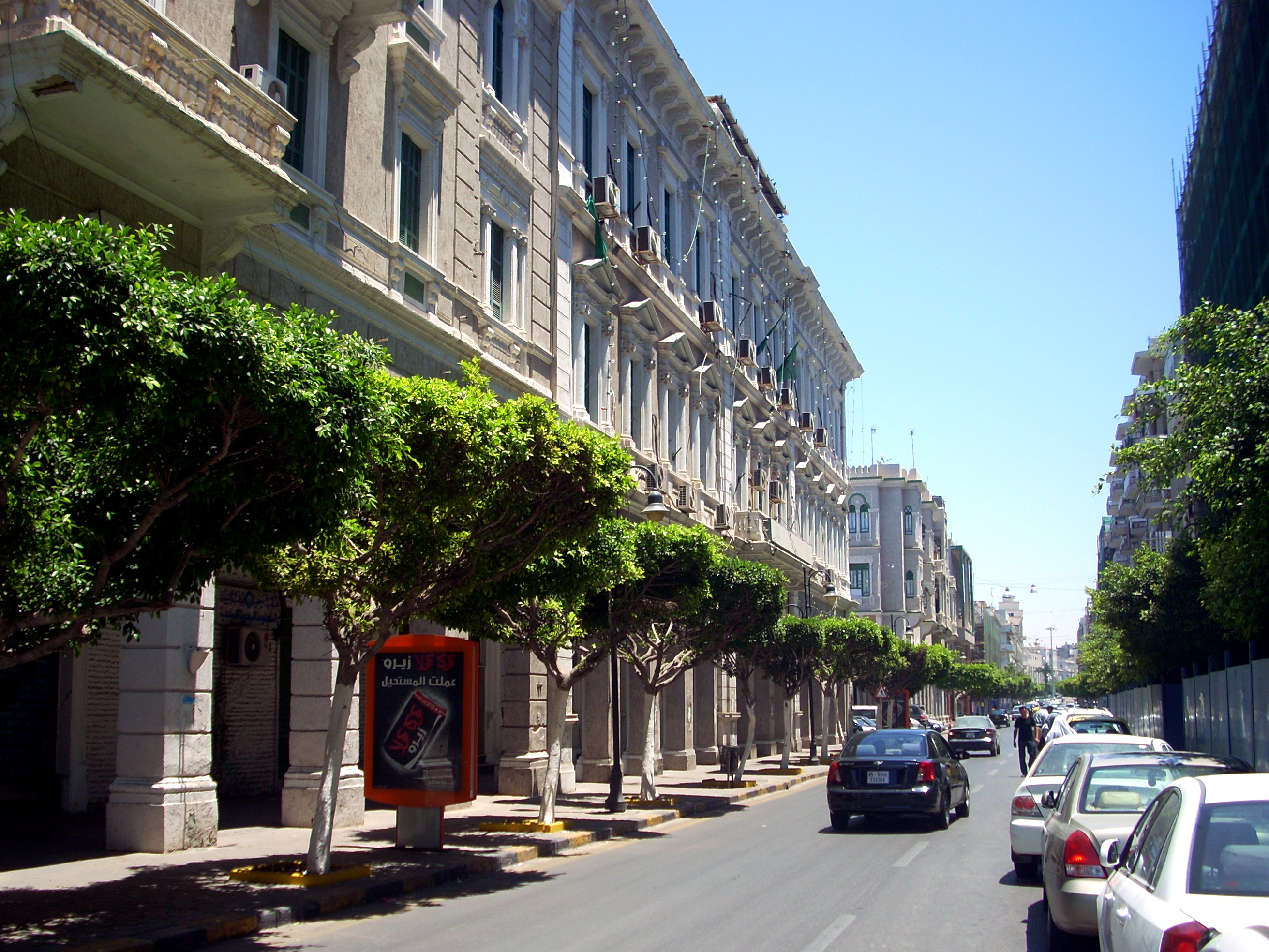
Az Emhemmed Elmgharief utca jellegzetes itáliai stílusú épületeivel. A város e része szinte teljesen más képet mutat, mint más észak-afrikai városok

A modern Tripoli már többszörösen körülvette a zegzugos medinát. A húszas-harmincas években épült déli és keleti városrészek rendezett, tiszta olasz kisvárosra emlékeztetnek. A parkokkal és fasorokkal kísért utcákat három-négy emeletes, olaszos stílusban épült árkádos házak, üzletsorok szegélyezik. Az utóbbi évtizedekben nagy területeket hódítottak el a sivatagtól, így a város tovább terjeszkedhetett délre és a tengerparttal párhuzamosan nyugat felé. A nyugati városrészben modern villa- és lakónegyedeket hoztak létre. A széles sugárutak az óvárostól legyezőszerűen futnak az új városrészek felé, amelyeket olajoshordókból, állati bőrből és gyékényből összetákolt kalyibák szegélyeznek. Az ország belsejéből a fővárosba húzódó nomádok élnek itt, aki szerencsét próbálni érkeztek a városba. Ezek nem igazi nyomornegyedek, mivel az itt lakók a birkák mellett rendelkeznek autóval, televízióval és nem kevés készpénzzel is, de komfortos lakáshoz a lázas építkezések ellenére is csak bizonyos idő után juthatnak. Az elmúlt időkben az ideiglenes hajlékok száma egyre csökkent és a helyükön panelházakból álló parkokkal körülvett lakótelepek épültek.
Tripoli, muzulmán város lévén, számos mecsettel rendelkezik. A leghíresebbek közülük a Gurgi és a Karamanli mecset. A Gurgi mecsetet 1833-ban építette Yussef Gurgi, és elegáns építészeti kialakítása miatt a város egyik fő látványossága. A város legidősebb mecsetje a 10. században emelt Dzsama en-Naga. A Gurgi mecset mellett található a város egyetlen római műemléke, Marcus Aurelius római császár diadalíve. Városszerte rengeteg palotát újítottak fel (főleg a Karamanli dinasztiából származóakat), és nyitották meg a nyilvánosságnak.

### Kulturális élet

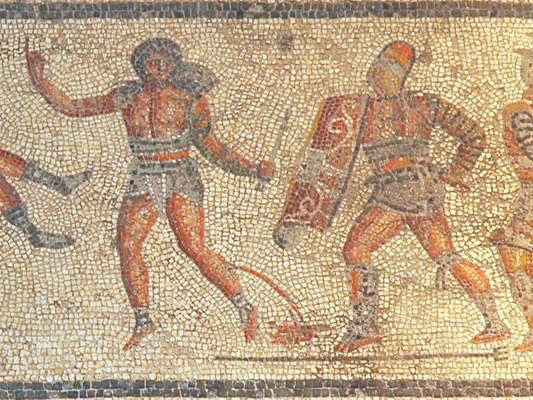
Római kori mozaik a Jamahiriya Múzeum tárlatából

Tripoliban a kulturális turizmus legfőbb célpontja kétségkívül a Jamahiriya Múzeum, vagyis a Tripoli-i Archeológiai Múzeum. A múzeumot még az olaszok alapították 1919-ben, hogy összegyűjtsék Líbia történelmi emlékeit. A Vörös Erődben elhelyezkedő múzeumnak négy része van. Az épületben az őstörténettel, az ősi líbiai törzsekkel (berberek, tuaregek), a líbiai, a pun, a görög, a római és a bizánci tradíciókkal, és a természetrajzzal foglalkozó szárnyak kaptak helyet. De megtekinthetjük azt az 1960-as évekből való Volkswagen Bogár típusú gépkocsit is, ami Moammer Kadhafi, Líbia vezetőjének a tulajdonában állt.
A város leghíresebb színháza a Teatro Miramare volt, amely a helyi olasz társadalom kulturális központjaként szolgált egészen Kadhafi hatalomra kerüléséig. Ekkor a színházzal együtt a diktátor több olasz stílusú épületet is lebontatott, hogy azok ne emlékeztessenek a gyarmati időkre.

### Közlekedés
Tripoli két repülőtérrel is rendelkezik: a Mitiga nemzetközi repülőtérrel, és a kisebb Umm Atiqah légikikötővel. A Mitiga nemzetközi repülőtér a központja a Libyan Airlines, az Afriqiyah Airways és a Buraq Air nevű légitársaságoknak. A légikikötő forgalma évente átlagosan 3 000 000 fő. Tripoli kikötője kelet felől nyitott, de észak felől az öböl szirtjei jó védelmet nyújtanak számára. Forgalma elmarad más kőolajkivitelt lebonyolító kikötők mögött. Elsősorban mediterrán termékeket exportál, de számottevő a konténerforgalma is. A tengerparttal párhuzamosan Alexandriáig futó négysávos autóút a part menti nagyvárosokkal és a leágazó főutak pedig a kőolaj-kitermelő körzetekkel köti össze Tripolit. 2007-ben épült meg a Tripolit és Sirtet összekötő vasútvonal.
A város legkedveltebb közlekedési eszköze a taxi, ami az arab országokhoz hűen igen olcsó. Előírásszerűen minden autó rendelkezik taxiórával, de általában ezeket senki nem veszi figyelembe. Még a fuvar előtt érdemes megállapodni a sofőrrel a szállítás díjáról.

### Oktatás
Tripoli és egyben az ország legjelentősebb egyeteme az Al Fateh Egyetem. Az egyetem ingyenes tanítást biztosít minden Tripoliban született hallgatójának. Az 1957-ben alapított egyetem Tripoli legrégebbi felsőoktatási intézménye. A város többi egyeteme nemrég épült a gazdasági fellendülés után.
A város egyetemei:
- Al Fateh Egyetem - A város legrégebbi és legjelentősebb egyeteme
- Al Fateh Orvostudományi Egyetem - Az intézményben orvosi, gyógyszerészi, fogorvosi és ápolónői képzés folyik
- Tripoli-i Egyetem
- The Open Egyetem - A Föld több pontján létező angol egyetem
- Tripoli-i Informatikai Egyetem

### Sport

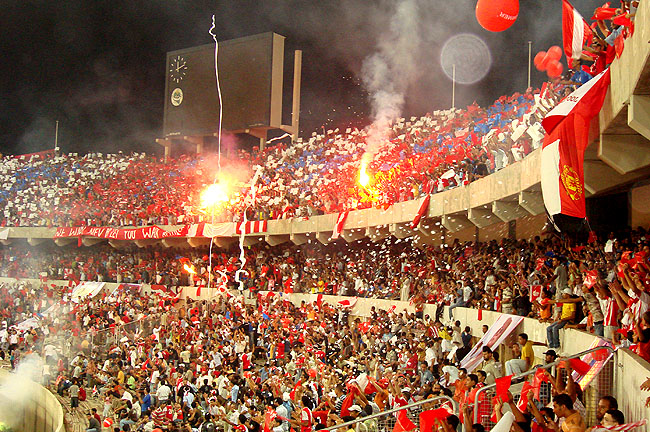
A Június 11. Stadion, amely sok jelentős sporteseménynek ad helyet Tripoliban

Tripoliban sok sportág kedvelt, de a legnépszerűbb mindközül a labdarúgás. A város ad otthont Líbia egyik két legjobb labdarúgócsapatjának, az Al-Ahlinak és az Al Ittihadnak.
A város labdarúgóklubjai:
- Al Ahli
- Al Ittihad
- Al Madina
- Al Shat
- Al Tersana
- Al Wahda

2002-ben Tripoli volt az olasz szuperkupa házigazdája, melynek során a Juventus 2-1-re legyőzte a Parmát. A város 1982-ben az Afrika-kupának adott helyet.

### Galéria

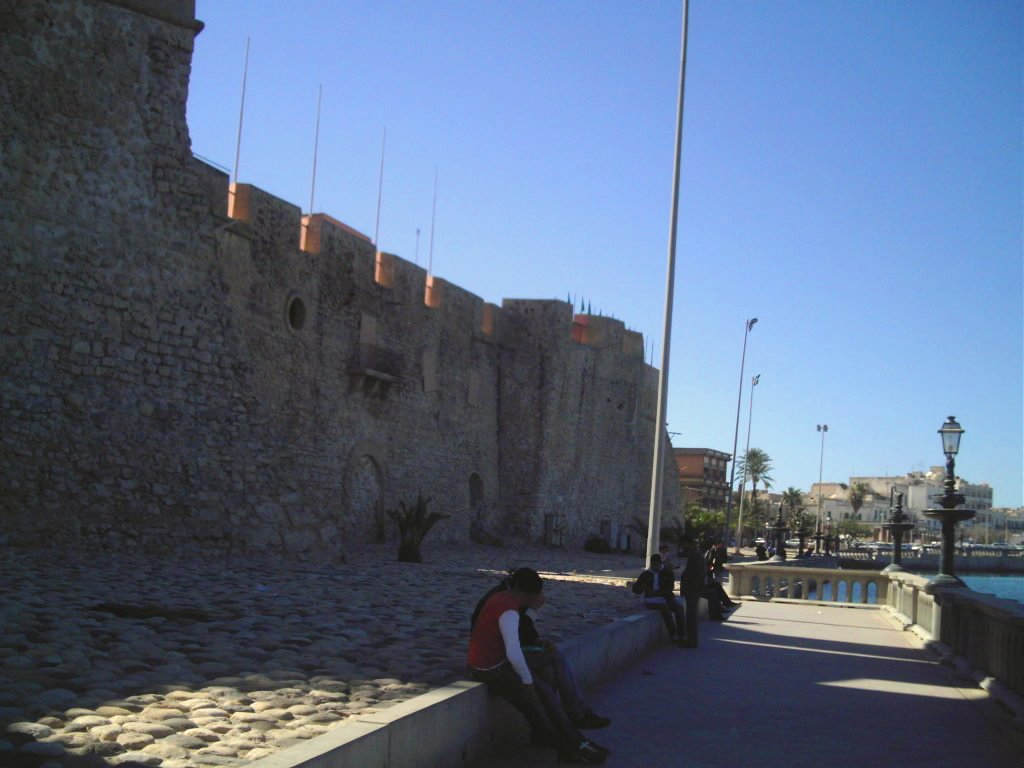
A Vörös Erőd
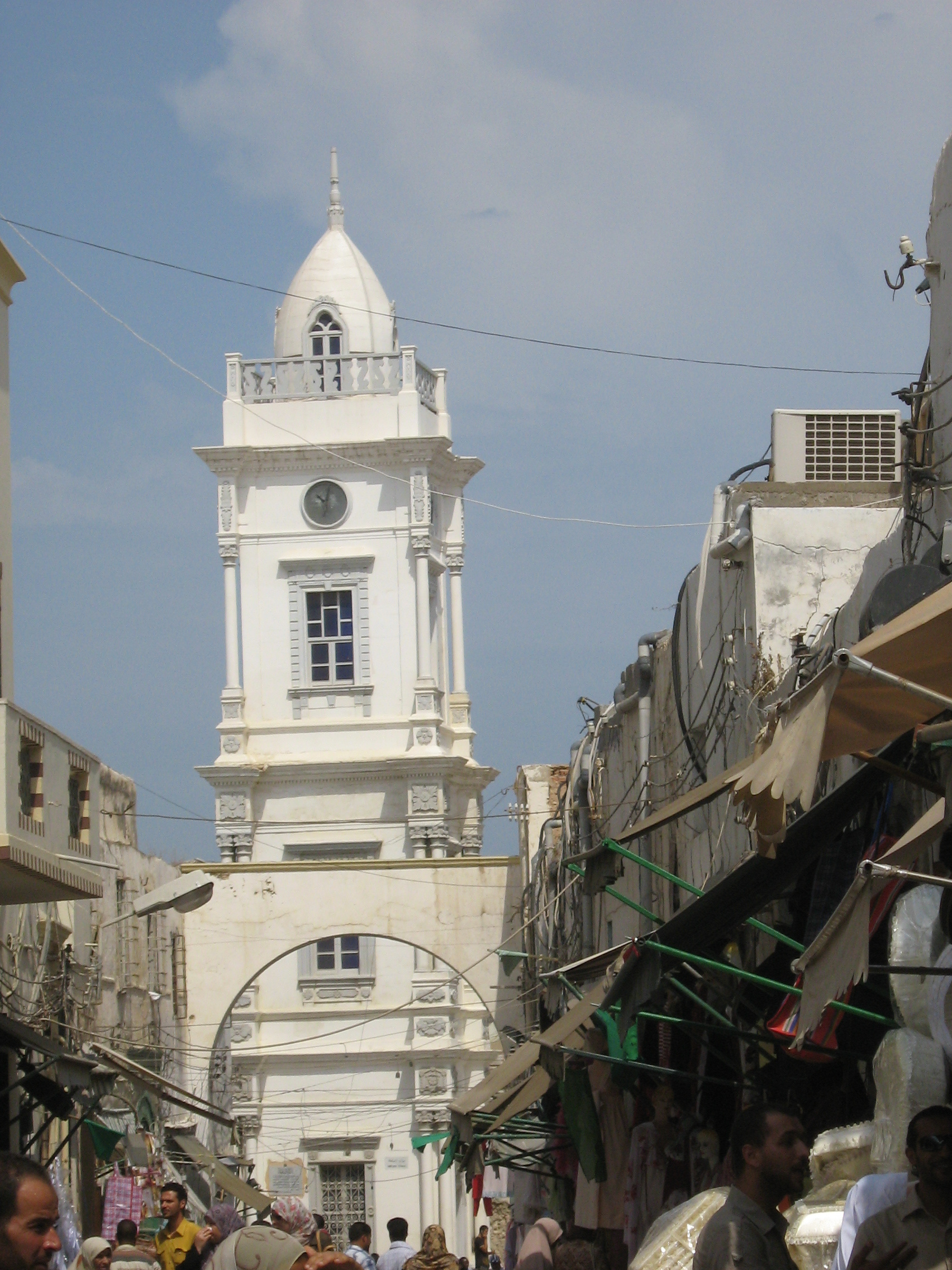
A medina híres óratornya
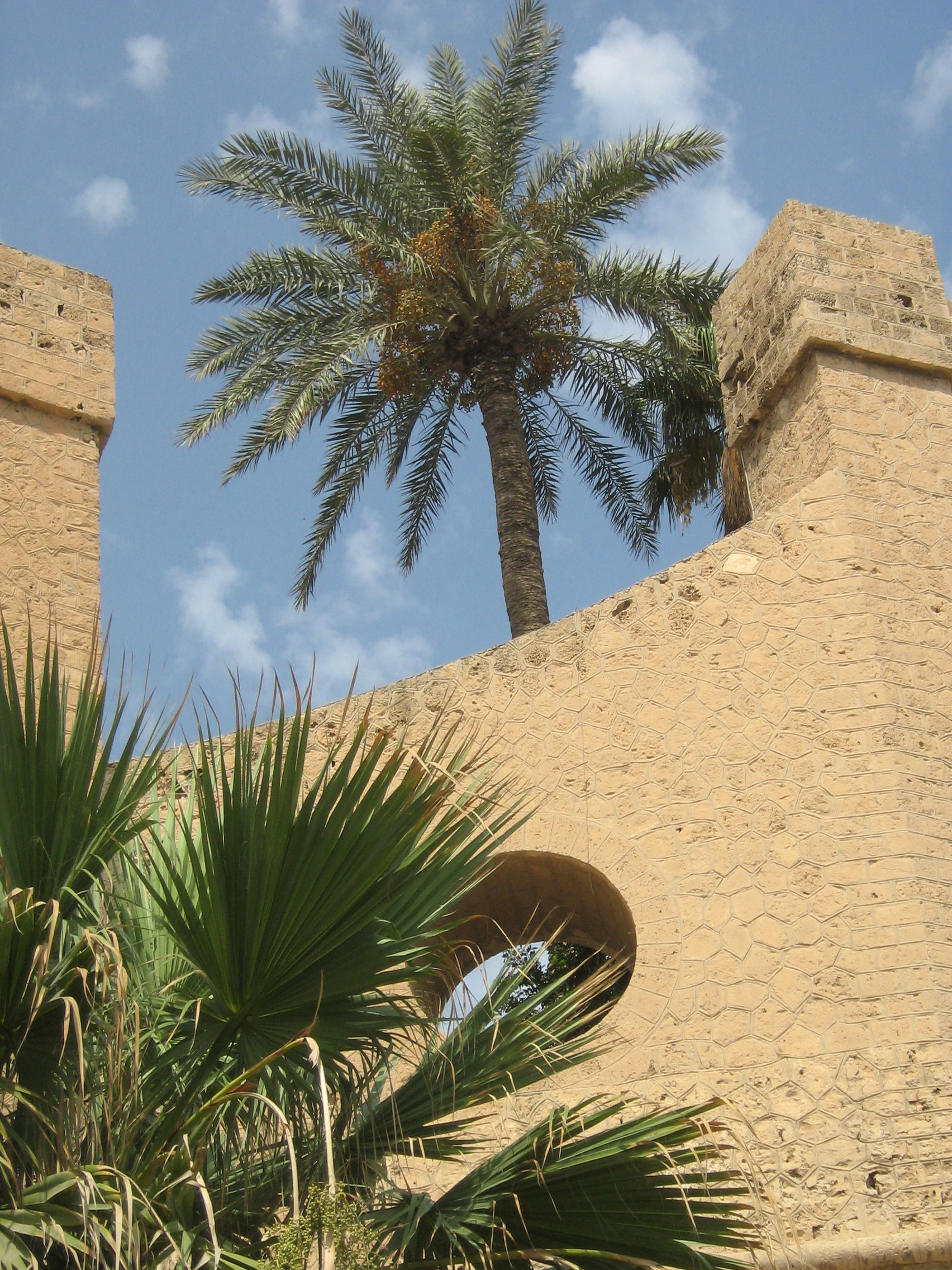
Az óvárost körülölelő fal
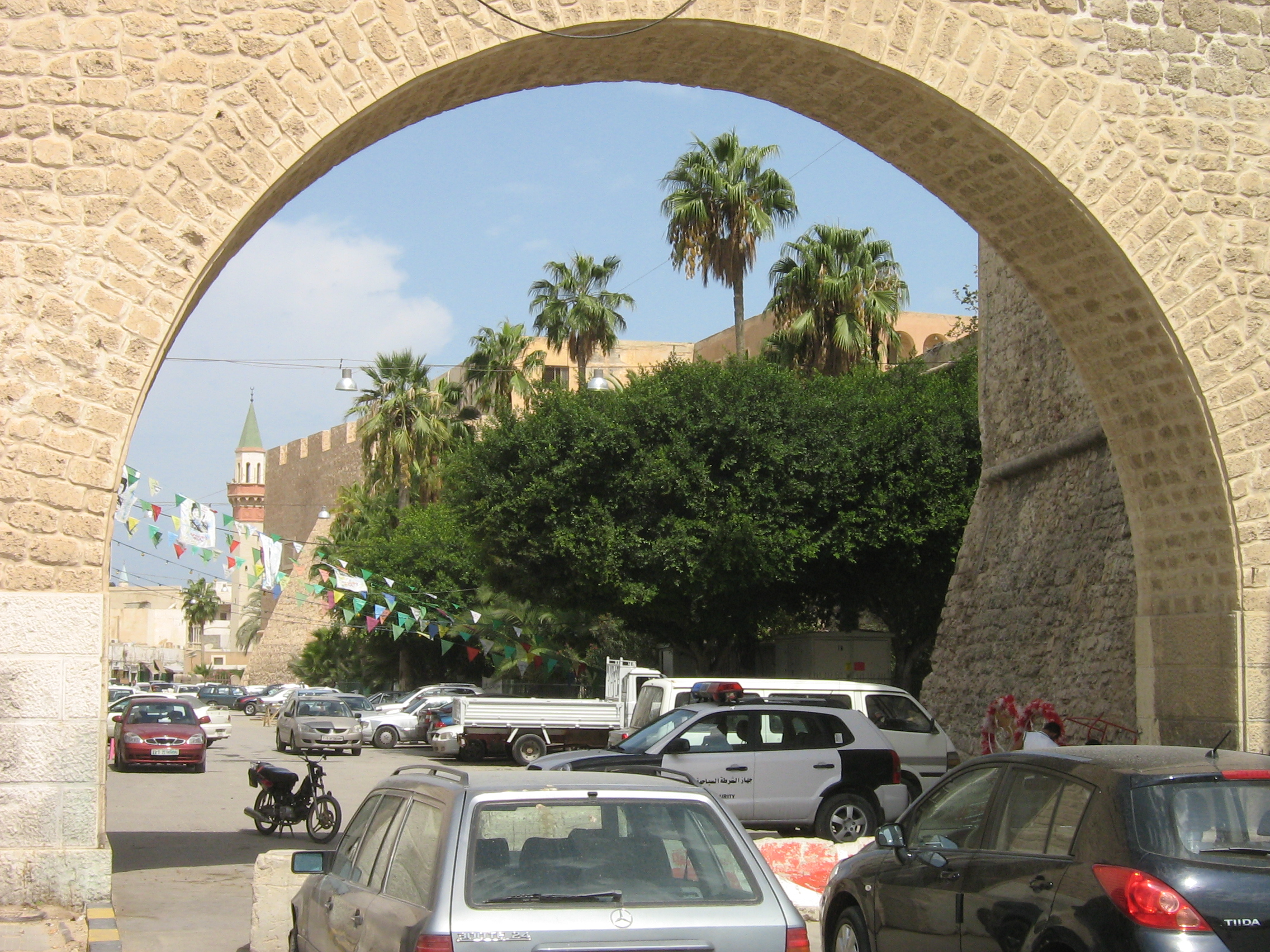
A medina egyik kapuja
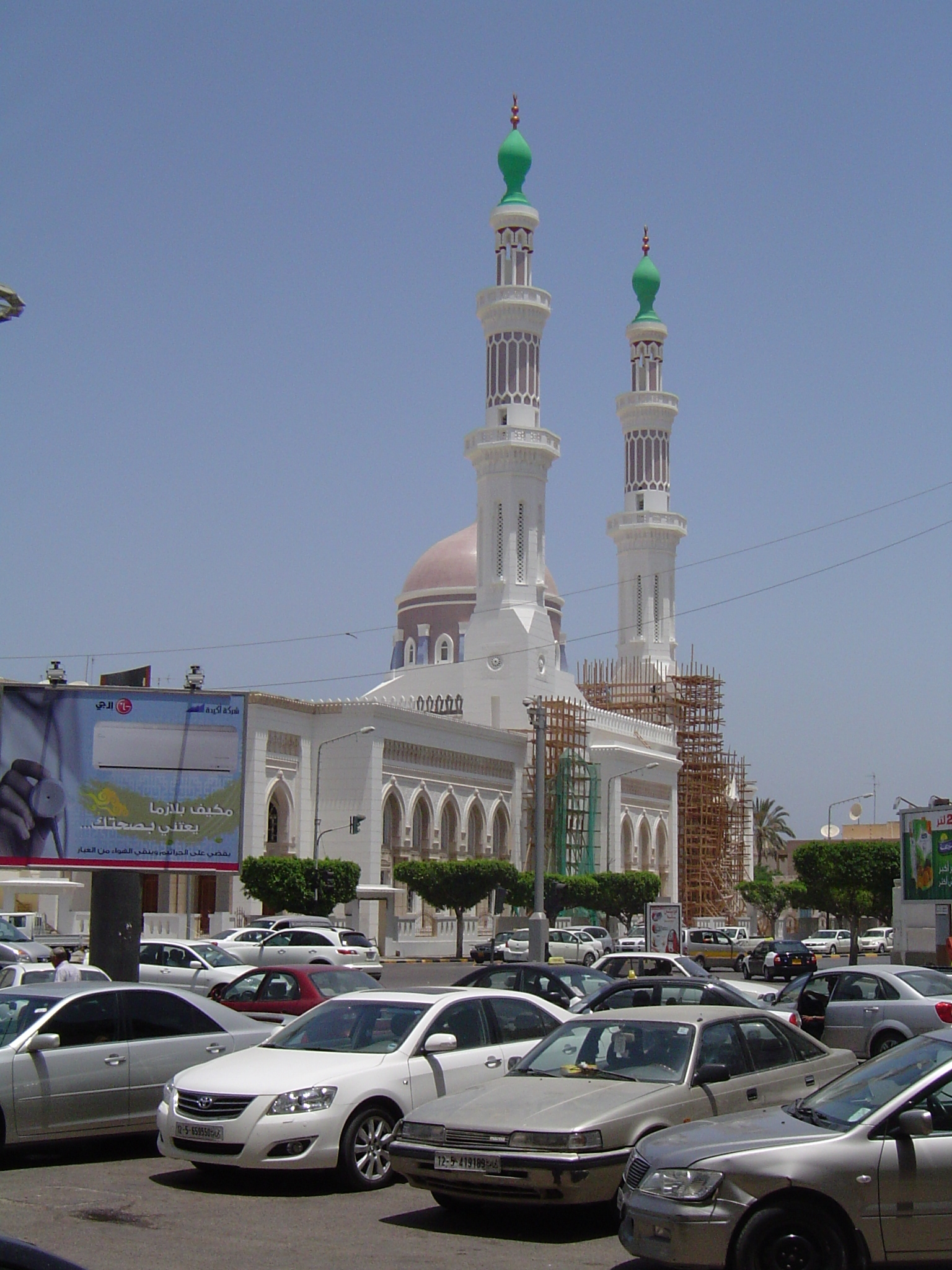
A Mawlai Muhammad mecset
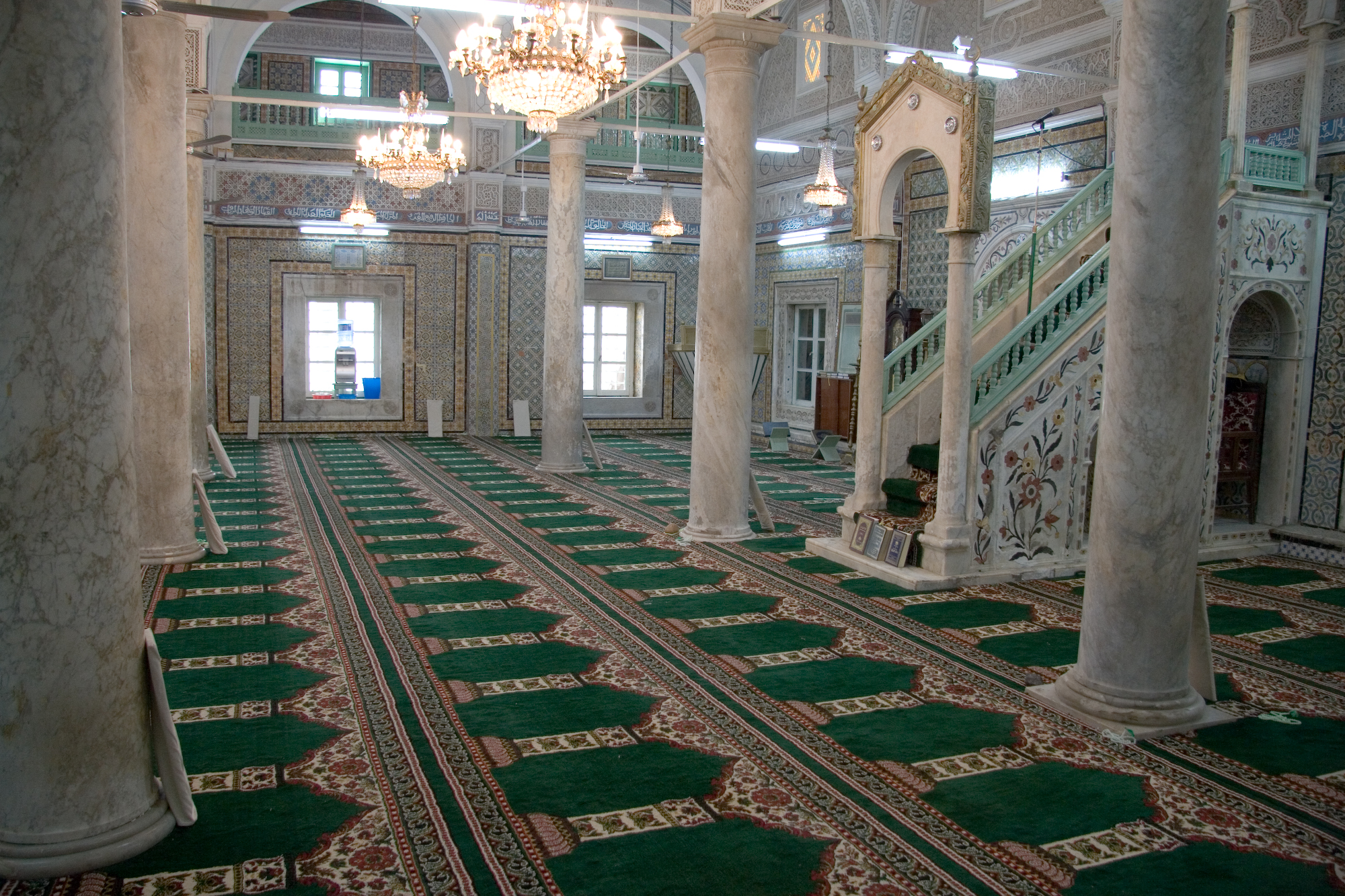
A That El-Emad tornyok
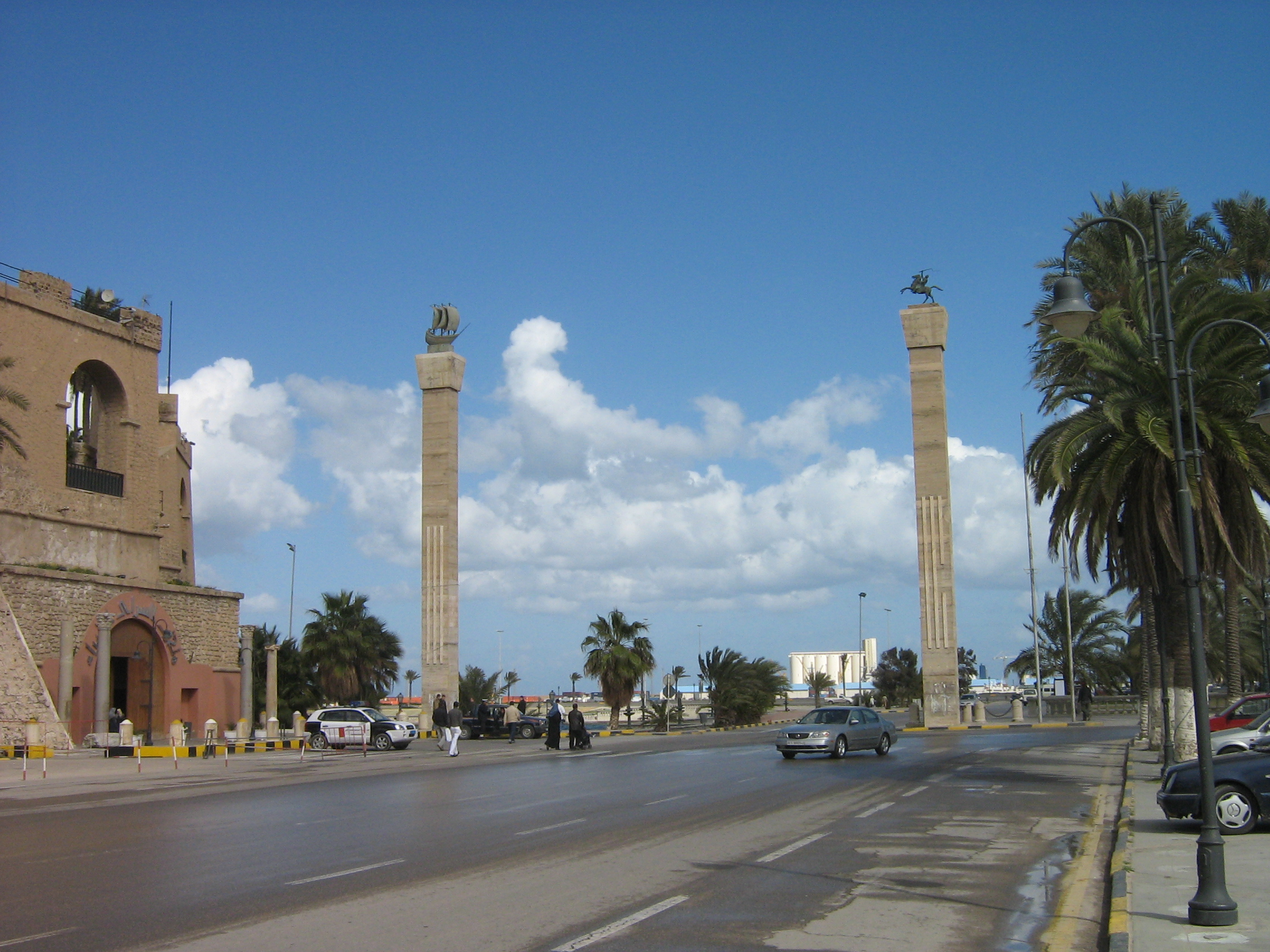
A Mártírok tere (egykori Zöld tér) bejárata
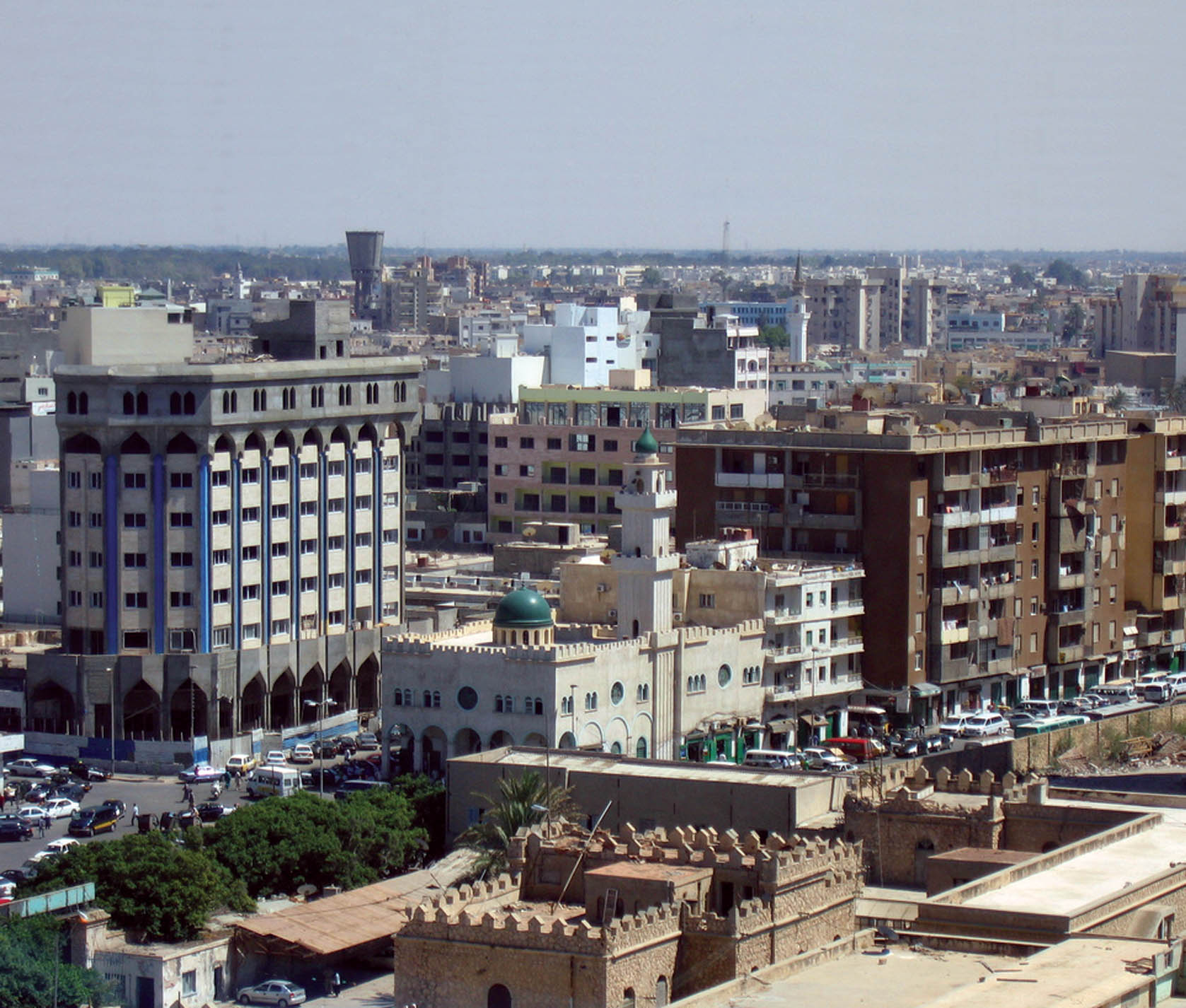
Tripoli-i panoráma a Corinthia Bab Africa Hotel ablakából
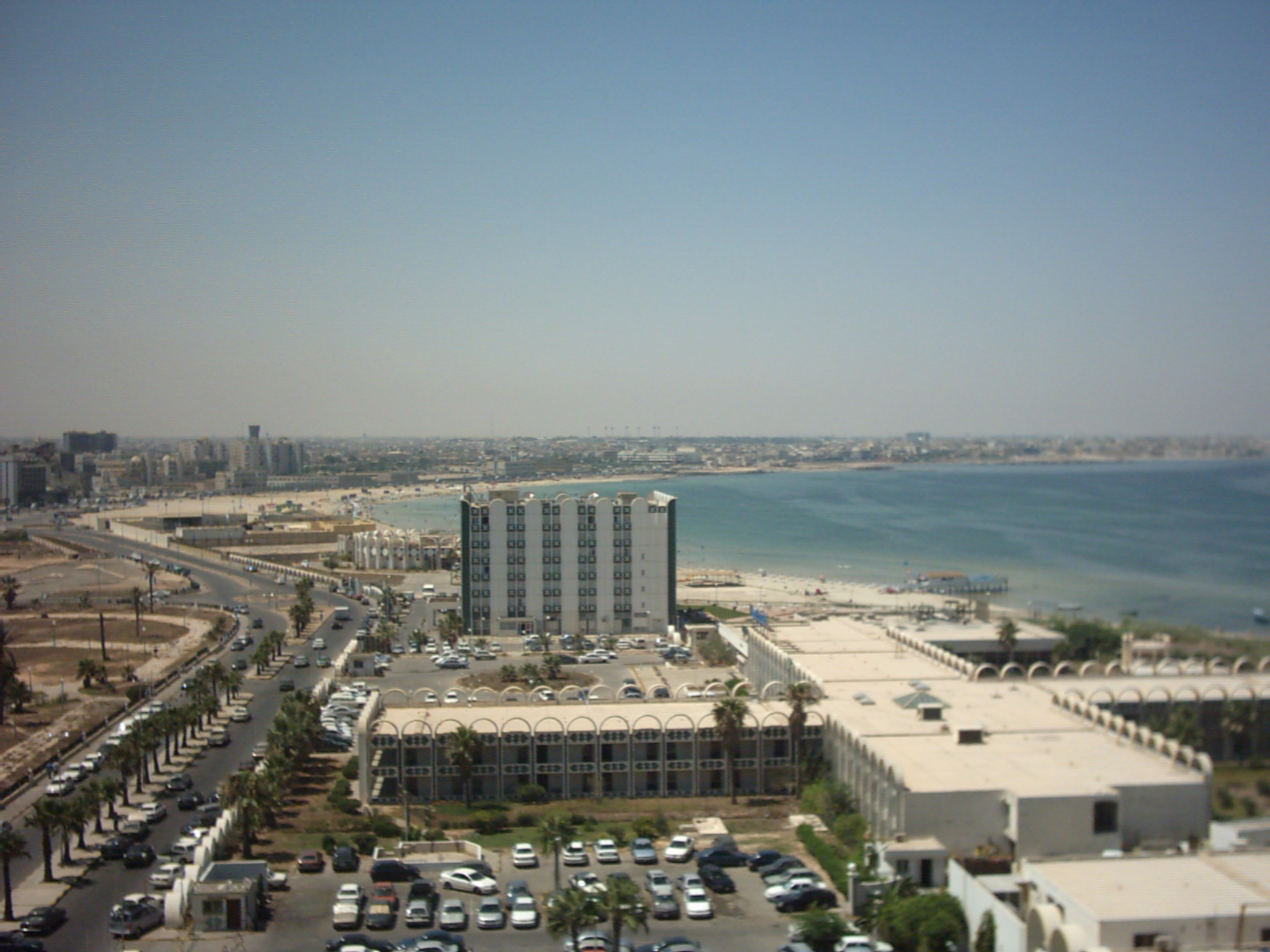
Tripoli strandja a pénzügyi centrum felől nézve
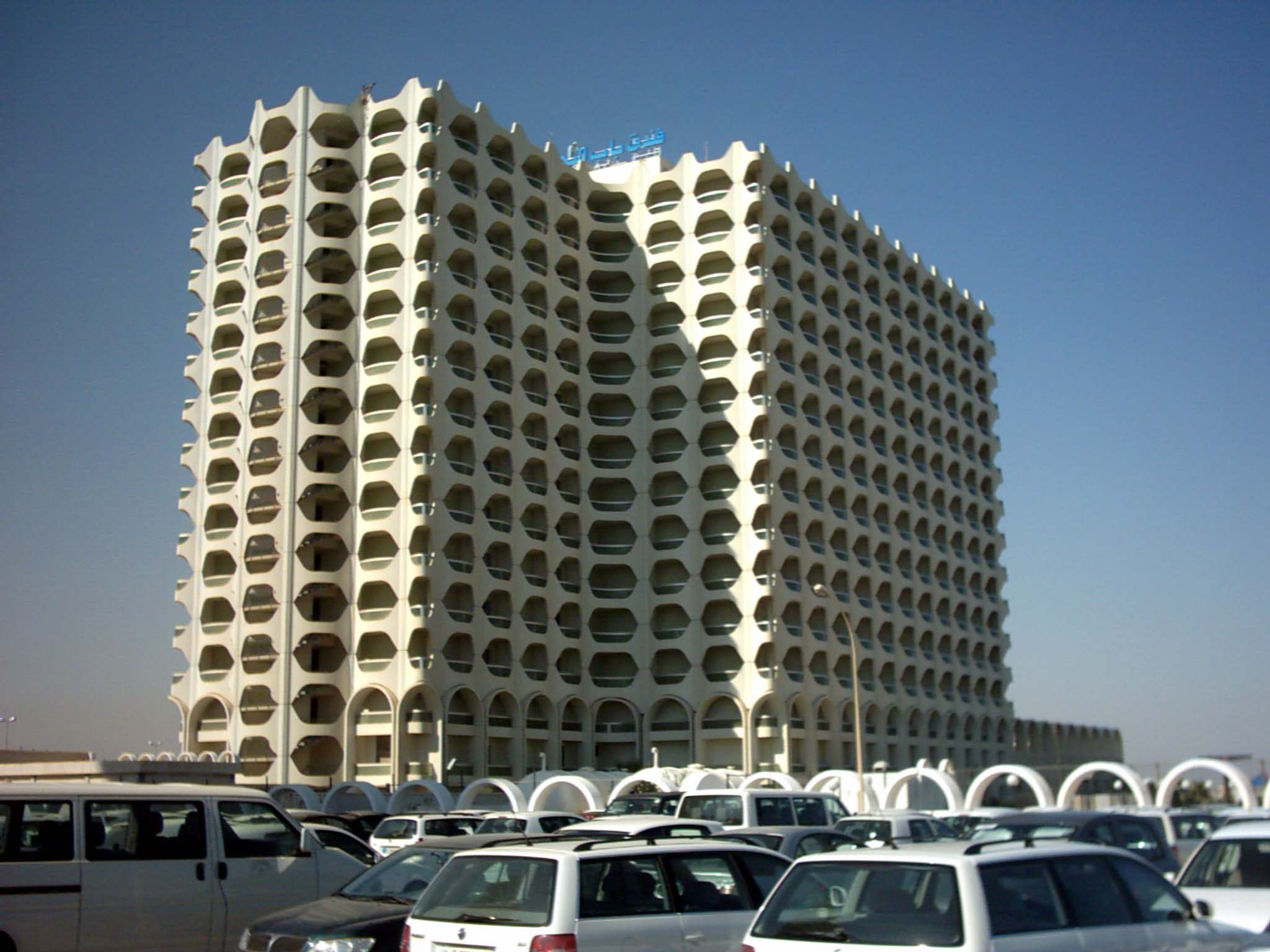
A Bab el Bahr Hotel
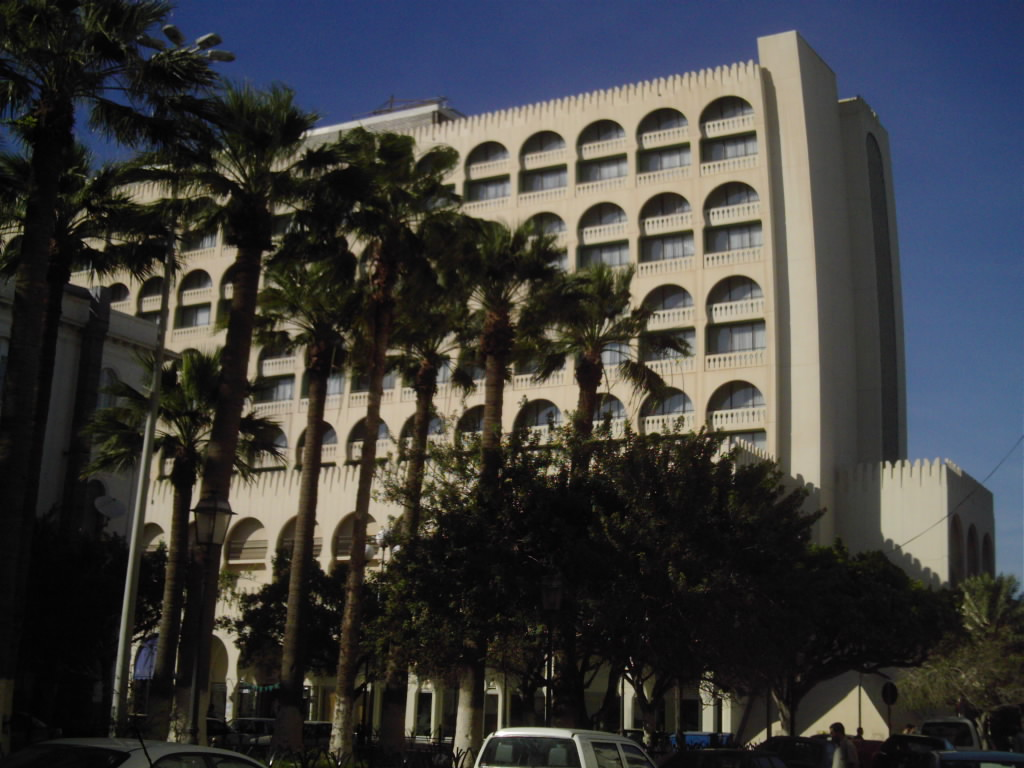
A Grand Hotel

## Testvérvárosok
- Algír, Algéria
- Belgrád, Szerbia
- Belo Horizonte, Brazília
- Madrid, Spanyolország
- Szarajevó, Bosznia-Hercegovina[16]

## Fordítás
Ez a szócikk részben vagy egészben  a   Tripoli című angol Wikipédia-szócikk fordításán alapul.  Az eredeti cikk szerkesztőit annak laptörténete sorolja fel. Ez a jelzés csupán a megfogalmazás eredetét és a szerzői jogokat jelzi, nem szolgál a cikkben szereplő információk forrásmegjelöléseként.